# John Pennekamp Coral Reef State Park

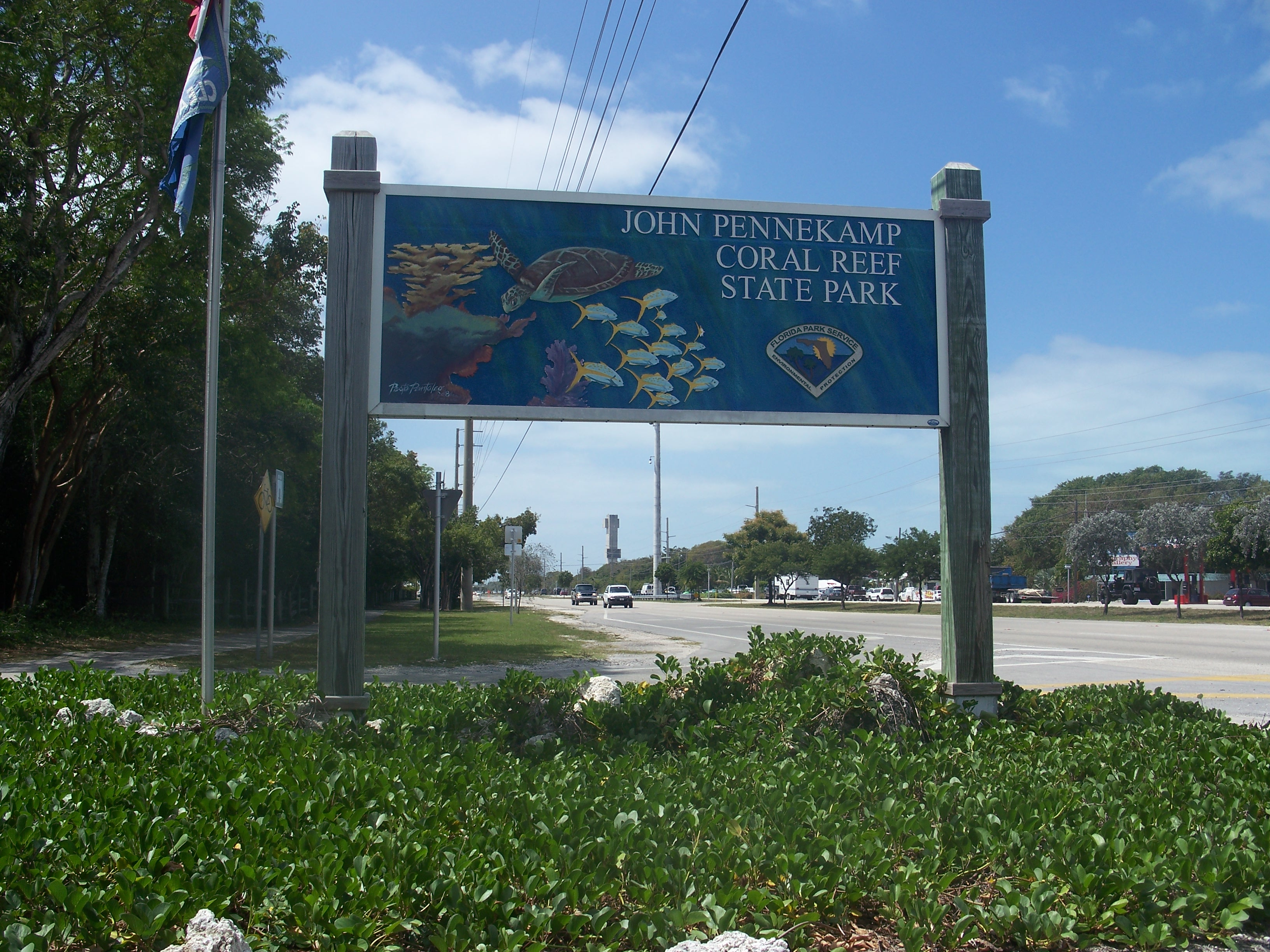
John Pennekamp Coral Reef State Park

Het John Pennekamp Coral Reef State Park is een staatspark van en in de Amerikaanse staat Florida op het eiland Key Largo. Opgericht in 1963 is het het eerste onderwaterpark van de Verenigde Staten en het strekt zich bijna vijf kilometer uit in de Atlantische Oceaan.
Sinds 14 april 1972 is het park opgenomen in het National Register of Historic Places.